# Tachyempis gagatina
Tachyempis gagatina är en tvåvingeart som beskrevs av Axel Leonard Melander 1927. Tachyempis gagatina ingår i släktet Tachyempis och familjen puckeldansflugor. Inga underarter finns listade i Catalogue of Life.